# Шалена п'ятниця (фільм, 2003)
Шале́на п'я́тниця (англ. Freaky Friday) — комедійний фільм 2003 року на основі роману Мері Роджерс «Шалена п'ятниця». Інший переклад назви фільму — «Чумова п'ятниця» (калька з російської). Це третя кіноадаптація тієї самої історії.

## Синопсис
У доктора Тесс Коулман і її п'ятнадцятирічної дочки Анни геть різні погляди на життя. Їхні смаки розходяться в усьому — моді, музиці, їм подобаються абсолютно різні типи чоловіків.

## У ролях
| Актор               | Роль               |
| ------------------- | ------------------ |
| Джеймі Лі Кертіс    | Тесс Коулман       |
| Ліндсі Лохан        | Анна Коулман       |
| Раян Малгаріні      | Гаррі Коулман      |
| Гарольд Гулд        | Алан Коулман       |
| Марк Гармон         | Раян               |
| Чед Майкл Мюррей    | Джейк              |
| Стівен Тоболовський | Містер Елтон Бейтс |
| Джулі Гонсало       | Стейсі Хінкхаус    |
| Віллі Гарсон        | Еван               |

## Критика
Фільм отримав схвальні відгуки. На Rotten Tomatoes фільм отримав оцінку 88% на основі 157 відгуків від критиків і 57% від більш ніж 250 000 глядачів.

## Нагороди
- Ліндсі Лохан отримала за роль Анни Коулман Премію MTV за найкращий прорив року у жіночій ролі.
- Джеймі Лі Кертіс за роль Тесс Коулман була номінована на Премію «Золотий глобус» за найкращу жіночу роль — комедія або мюзикл, Премію «Сатурн» за найкращу жіночу роль і Премію «Супутник» як найкраща акторка — комедія або мюзикл.